# 白俄罗斯历史
白羅斯，是歐洲其中一個最晚建立起自己政體的國度，因為白羅斯人是直到20世紀才認知自身有確實的身份存在。不過，其國家身份與地位具有的根源性不確定狀態，彰顯於其數世紀以來使用過的不同稱謂  ( 魯塞尼亞 , 白俄羅斯，及貝婁魯斯Belarus，別洛露西亞，別拉羅斯等) ，這個不確定特徵是時常會被注意到的。
儘管中世紀波洛茨克公國可視為第一個白羅斯人政體的形式，經過一段獨立的封建式鞏固時期，白羅斯領土被併入了立陶宛王國。在之後的這個國度，是常常被併入到那些以權威姿態加諸他們文明於白羅斯的強大政權之內：立陶宛大公國（波蘭王國為主） ，波蘭立陶宛聯邦，然後是俄羅斯帝國和最終的蘇維埃。在一戰時所造成的政治真空之後，白羅斯除了有短暫建立出白俄羅斯人民共和國的獨立嘗試，是直到1991年蘇聯解體後，白羅斯才脫離蘇聯宣佈獨立建政，而它的主權也獲得國際認可。

## 早期
根據考古發掘資料，白俄羅斯大約在距今十萬年左右有人類聚居.

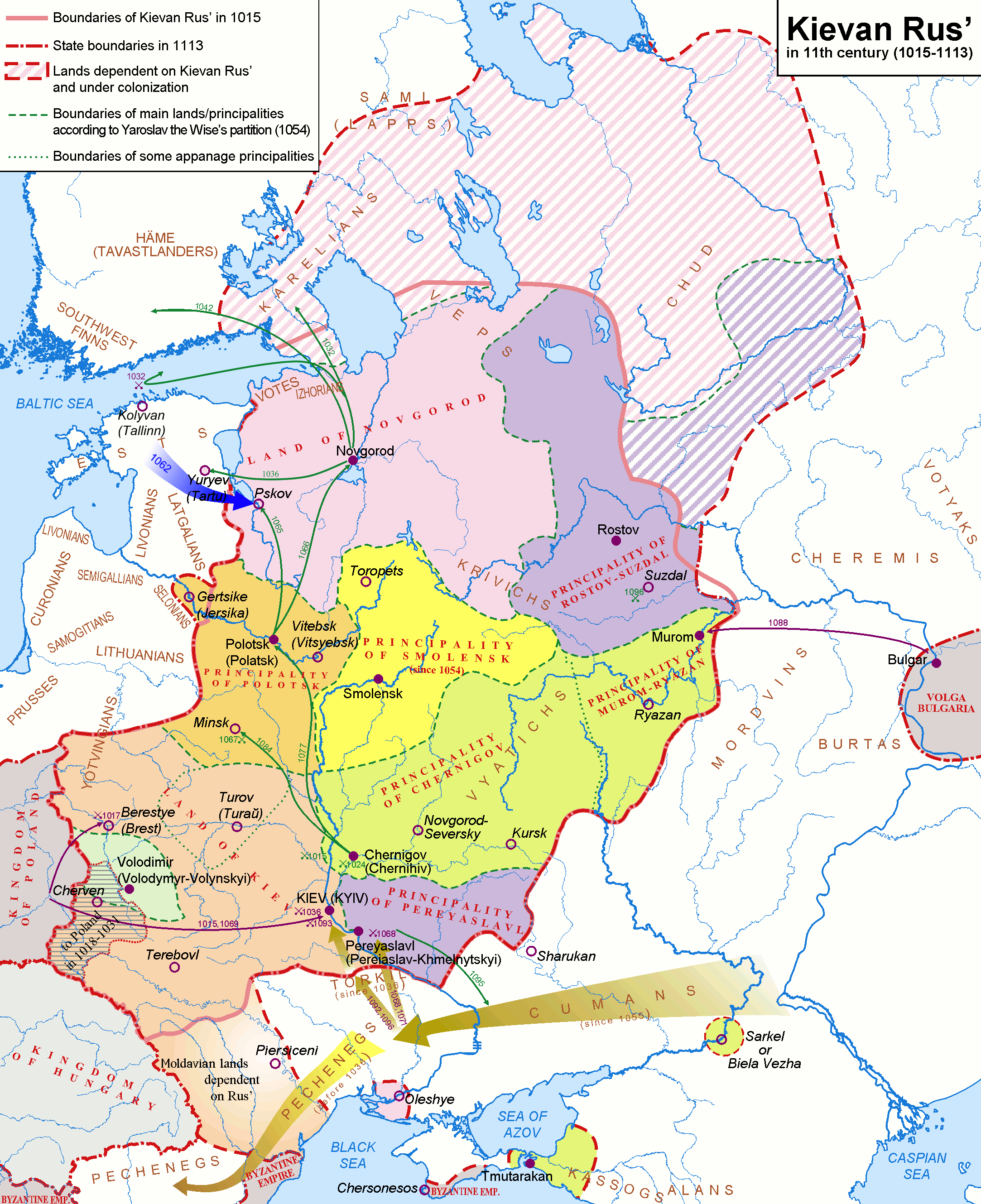
基輔羅斯之內的波洛茨克公国 (橙色部分)

公元6世紀開始，白俄羅斯進入信史年代.，一直到8世紀為止，這片領土是由早期斯拉夫人部落率先開拓，然後他們是被東邊如蒙古人等新的征服者所驅離。原住平原的波羅的海人、芬蘭-烏戈爾人及遷徙民都是被很快地同化了。第一批定居的異教斯拉夫人是以務農為生，並用農產和皮毛、蜂蠟、蜂蜜及琥珀進行貿易：在6世紀到12世紀主如克里維奇人等的諸主要部落，是與9到10世紀在斯堪的纳维亚和東羅馬帝國間建立諸多貿易據點的維京人進行起前述的交易活動，從而形成一個貿易網絡鏈接起南北兩大文明。
10世紀之後，在南部是出現基輔羅斯這迅猛發展的新生政權，其或多或少包括了白羅斯些原始部落，不過廣闊的平斯克沼澤是令基輔諸部落保持著分散的狀態。在基輔羅斯的影響下，白羅斯部落開始組建起政國，成立如维捷布斯克、明斯克和姆斯齊斯拉夫公國等政權。9世紀創立起的波洛茨克大公国，以波洛茨克為中心發展起來，很快成為了地區內主要政權。其在北部慢慢擴展版圖，逐步兼併了許多公國，將近形成了白羅斯領土的雛形。而南部圖羅夫-平斯克公國未包含在內。波洛茨克的王公們，由10到11世紀開始是接受了基輔羅斯的宗主權。儘管如此，平斯克沼澤諸部還保持著他們的自治狀態。

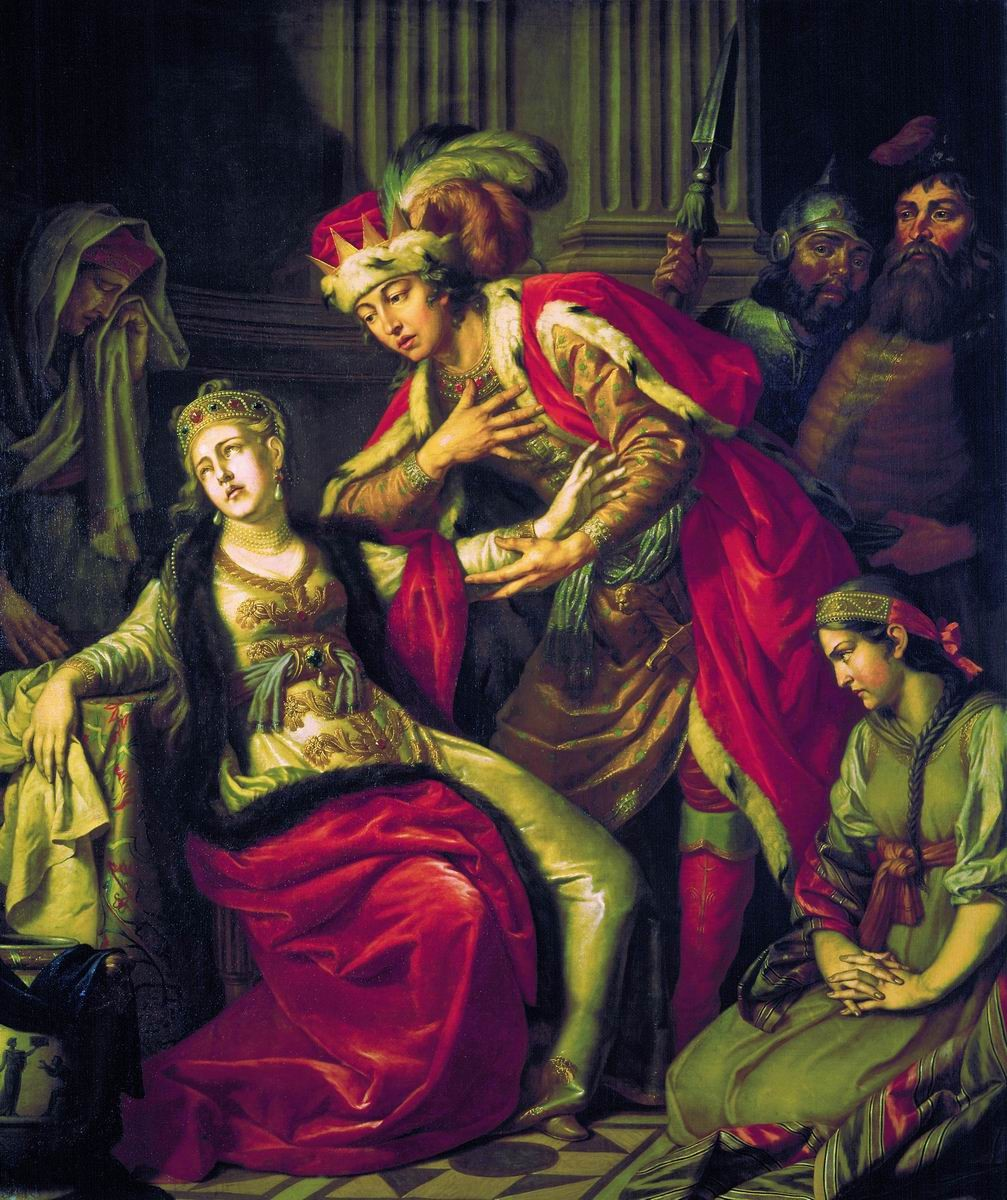
18世紀繪畫所再現羅格涅達被綁架的場景。

在972年基輔大公斯維亞托斯拉夫·伊戈列維奇離世，成為了公國歷史上引人注目的事件，伊戈的兩個兒子弗拉基米爾和亞羅波爾克由此是為了繼承權而爆發戰爭。為贏得勝利，雙方都是向擁有優良軍力的波洛茨克尋求支持。而弗拉基米爾還想迎娶大公之女羅格涅達，在被其拒絕後，這位基輔王公結果是佔領了波洛茨克並屠殺大公家族而解除掉該地的權位，同時也進行了焚城。羅格涅達就此被迫嫁給對方而跟隨他去到基輔。

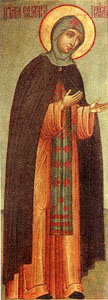
波洛茨克的聖尤弗羅西娜.

幾年之後，王公因強烈渴求迎娶拜占庭的基督徒公主，而在987年接受了受洗。之後他與原有的妻子們解除了關係，羅格涅達因此流難至一個女修院，然後與她兒子回到了波洛茨克，而由於受其前夫影響，她回到那裡後是讓她的臣民們也皈依東正教。
11世紀下半葉之後，在波洛茨克的弗謝斯拉夫的管治下，波洛茨克公國達到巔峰並擺脫了基輔權威的影響。在此最輝煌的時間點，是催生出一個大型的自治國度並有文化與宗教層面的大迸發，是尤其推起了聖索菲亞大教堂的創立，它可謂是當時最美教堂中的佼佼者，這個文教井噴也是促成了書寫聖徒聖歐福新和主教圖羅夫的基里爾的眾手抄本出現。
1139年之後， 公國和基輔羅斯是被分離成為眾多封地，諸領主是為奪取主要城邦的控制權而發起了一場火藥味甚重的爭戰。其所導致的衰敗狀態，由於德意志騎士團入侵羅斯而更加惡化，儘管白羅斯公國在1232年到1241年令東歐受難的蒙古入侵期間倖免於難，有見於新一輪侵襲的威脅，迫使白羅斯的王公們於1240年轉向尋求立陶宛大公國提供保護。

## 立陶宛公國時期

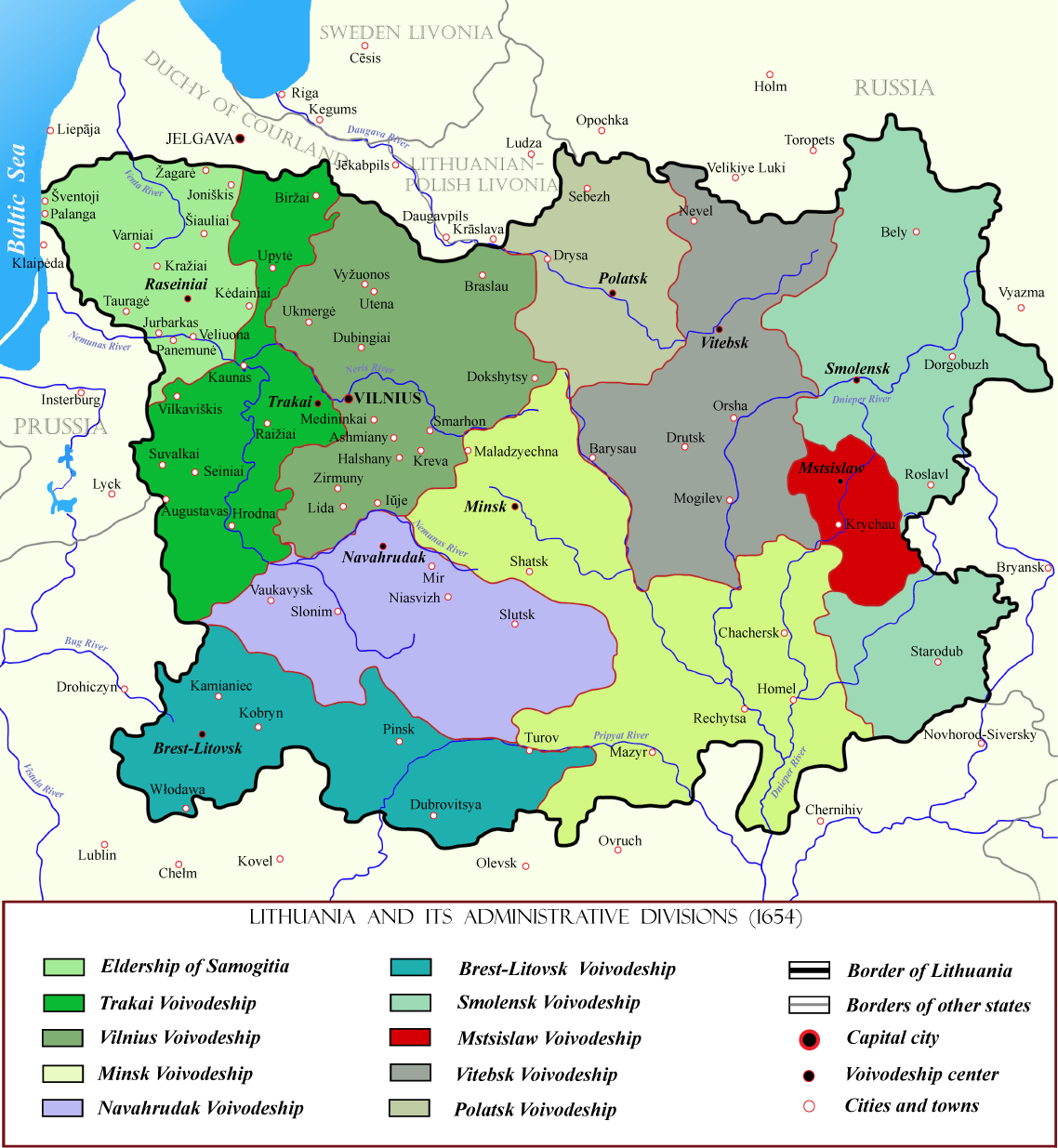
公國的沃伊沃德分區圖。

在1307年的時候波洛茨克公國是完全地整合併入了立陶宛大公國，然後其建制是由以下沃伊沃德所取代：波洛茨克 , 明斯克 , 維捷布斯克 , 斯摩棱斯克 , 姆斯齊斯拉夫，布列斯特和新格鲁多克。這些沃伊沃德就是白羅斯的邊界及行政分區的雛形。
同時管治著大部分烏克蘭的立陶宛大公們，遠未對其附庸子民們做出欺壓行為，而且給予斯拉夫人相當多的權利。因而東正教信仰是保持著主導地位，在大公國之內繼續傳播，在這裡後者首要還是天主教; 斯拉夫諸語言，之後就稱作魯塞尼亞語，是被行政系統所使用而也是相對成功地形成起現代白羅斯語和烏克蘭語：官方文件除拉丁文也使用秘书室斯拉夫语（書面羅塞尼亞語）。

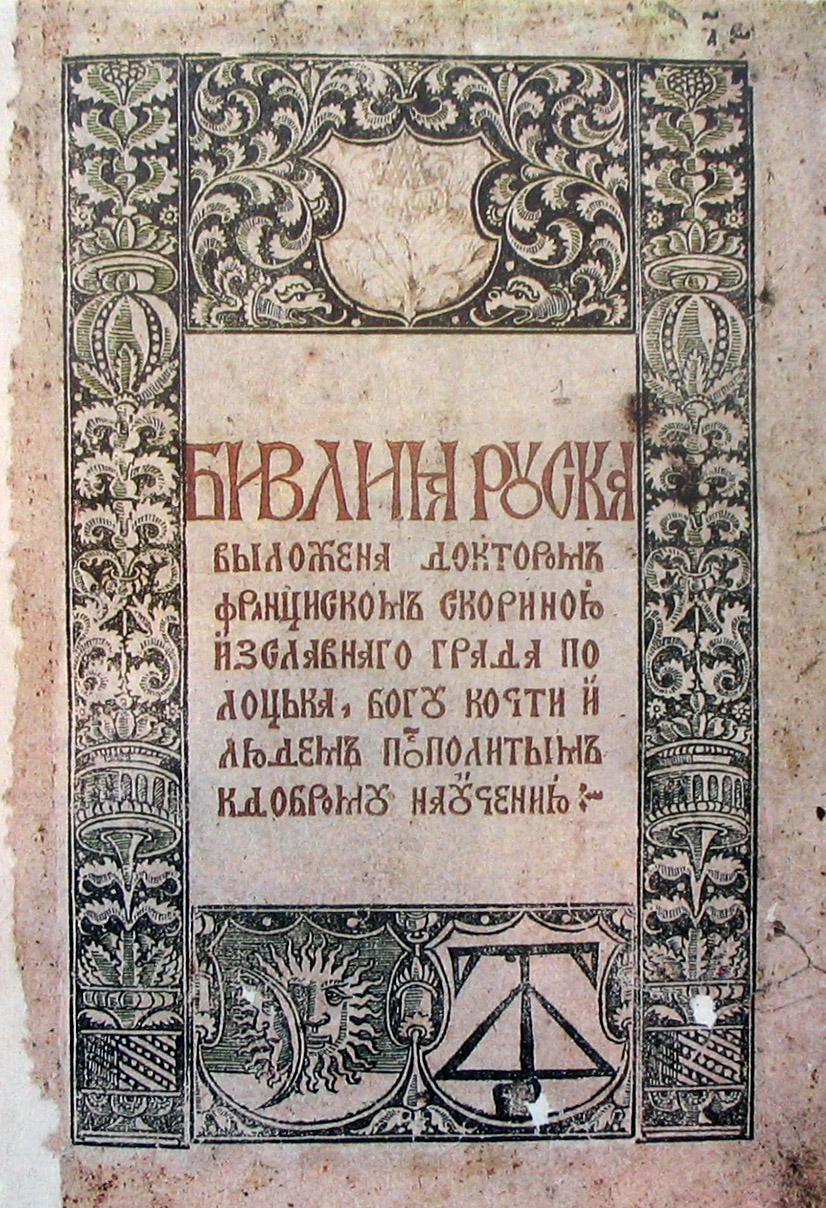
弗蘭西斯克·斯克里納所印刷聖經封面。

這些權利之所以被認可，最主要的動機是大公國內斯拉夫人佔主的現實，改奉基督教前「異教」的立陶宛王貴管治下的絕大部分子民都是斯拉夫人和東正教信眾，而且他們在防範潛在入侵者方面有著不可小覷的份量。作為在政體內平等相待的證明，白羅斯的斯拉夫人衡常被認定為完全的立陶宛人，更甚者是，大公國的第一個首都就選選址在一個斯拉夫人的城邦，即新格鲁多克。而原基輔羅斯的文明——東正教、斯拉夫教會語言和法律傳統都經這些影響反傳入立陶宛。
立陶宛大公約蓋拉和波蘭女王雅德維加在1385年共同簽署了克雷沃聯合的協定，經由兩方利益關聯體間的聯姻所認證生效。約蓋拉在轉皈依天主教後，就以瓦迪斯瓦夫二世·雅蓋沃之名成為了波蘭國王。兩個王國之後便開始正式地結合起來。聯合後的立陶宛人（立陶宛-羅斯人）和波蘭人之間也能適用斯拉夫語進行交流，波蘭-立陶宛宮廷裡除了使用拉丁語，也有使用過另外兩種區別明顯的斯拉夫語言：一個是波蘭王國的波蘭語，另一個即立陶宛大公朝堂的斯拉夫-魯塞尼亞書面語。
白羅斯文人弗蘭西斯克·斯克里納 , 於1517年在布拉格首次出版了白羅斯語的書籍，同時也是首部西里爾文的印刷本。該出版物是一部聖經。晚些時候約莫1522年左右，他在維爾尼亞設立了東歐史上第一個印刷所。

## 波蘭與立陶宛聯合的時代

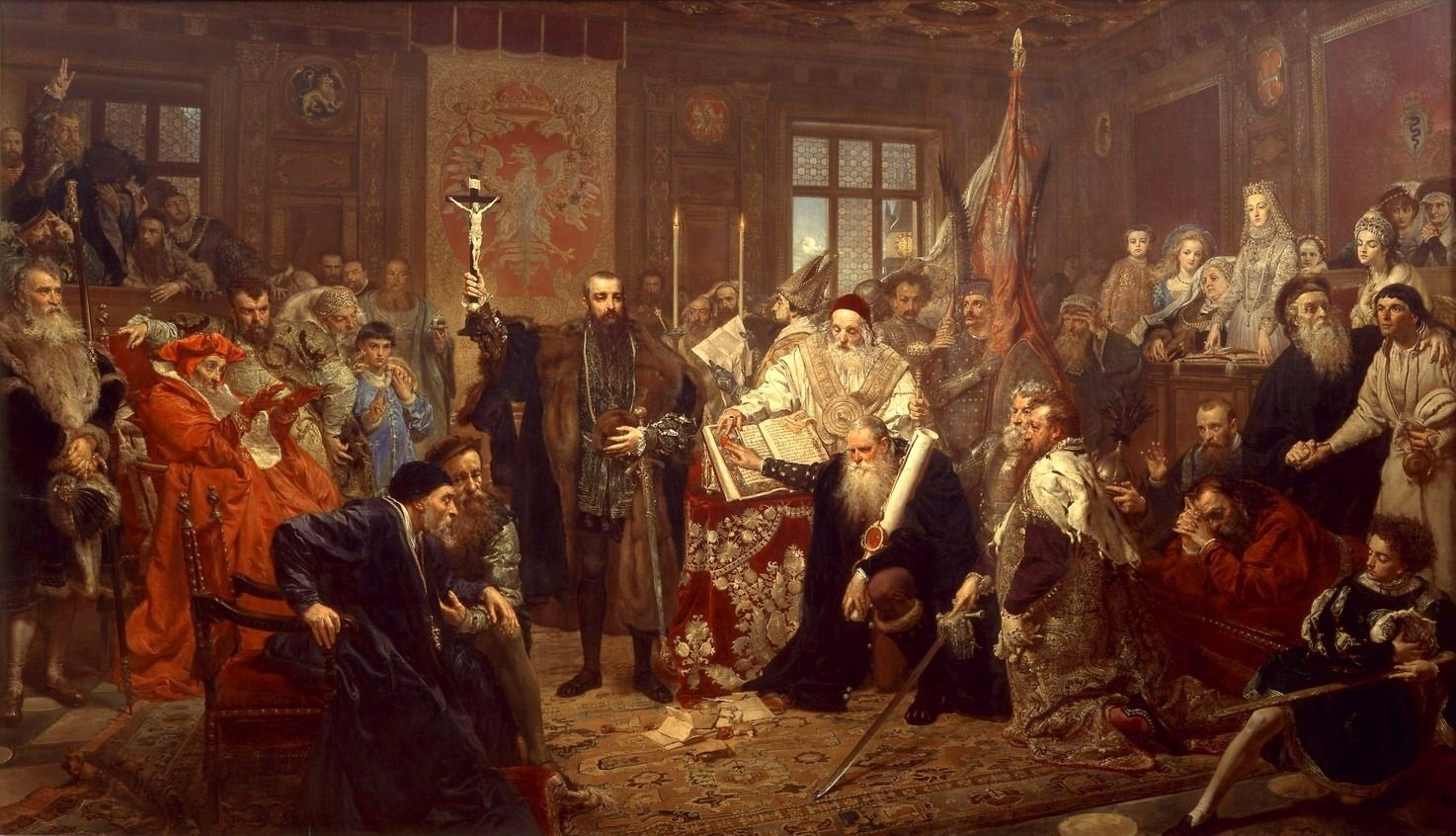
1869年由揚·馬泰伊科繪製盧布林聯合的場面。

1569年所簽署的盧布林聯合協定，正式確立了波蘭王國與立陶宛大公國間的聯盟關係。兩個王國是在保留各自政體架構之下，於兩國共和體內結盟起來 ，之後是成為歐洲之內最大的多民族政體及領先實體。
而波蘭人主要依賴他們在參政數目上的優勢，而在共和體內也保留有主導力：波蘭人是在國會佔有壓倒議席，立陶宛人就相對處在劣勢。 在白羅斯可以明顯感受到聯盟內波蘭的重要度，眾多城邦是吸納到相當多波蘭手工業者進駐，這些移民在多時最後都會成為議會中的領頭者。然後他們就吸納猶太人和德意志人進駐；白羅斯人，或稱之魯塞尼亞人，另一邊廂是止步於參與農務，大部分人是於什拉赫塔持有的領土內勞作， 這些領主上溯是來自波蘭或立陶宛，或者屬於俄羅斯波雅爾的後裔。
另外一些領主也還是魯塞尼亞人的後裔，例如薩皮哈家族和拉齐维乌家族，在部分時期也相當富有而在聯邦外也擁有著領地。其他的魯塞尼亞人，那些深深緬懷在立陶宛大公國時曾享有自由的農民，就選擇離開居土而到了南部烏克蘭的扎波羅熱一帶定居下來，和哥薩克混雜在一起。
在1696年時波蘭語成為了聯盟內唯一的官方語文，然後也成為了立陶宛和白羅斯富裕階層的通用語。 眾少數族裔語文就都獲得了平等的保護，他們得以留存下來，有賴於1579年維爾尼亞學院的創建以及多番印刷出版物所構築的根基。
波蘭主導力也廣泛影響到魯塞尼亞人的信仰實操活動。在他們維持傳統東正教信仰的同時，在16世紀宗教改革時期他們也確實受到相當影響，有不少人就此轉投新教。波蘭弟兄會與一位论派的信眾 , 同一時候也是首先受到聯盟主權的包容性所保護。
隨著迅猛擴大的反宗教改革很快令兩國共和體感受到在其自身內部，信仰因素成為衝突產生的主要源頭。聯邦君主齊格蒙特三世在位時是強烈地推崇耶穌會 , 透過迫使新教徒放棄自身信仰並同時轉化東正教的信仰，而令他可強行加諸自己的宗教信仰。
受在魯塞尼亞的波蘭天主教會權威主推（轉變信仰）影響，引致了天主教與東正教之間產生衝突。為了紓解如此情況，1594年時魯塞尼亞的宗教領袖們在布列斯特進行了會面 , 然後在1596年簽訂達成布列斯特聯合。這個是決定了君士坦丁堡普世牧首區對聯盟內東正教區權威的終結，即將魯塞尼亞東正教區（管轄權）轉移予羅馬天主教會 ; 這個聯合也最終樹立起了烏克蘭希臘禮天主教會的體系根基。然而，這個協定僅解決了部分爭議問題而且僅有蒐集過貴族層的反對意見，魯塞尼亞人尤其哥薩克人是保持忠於東正教區。後者為尋求削弱波蘭的權威而在魯塞尼亞內發動過數次襲擊。

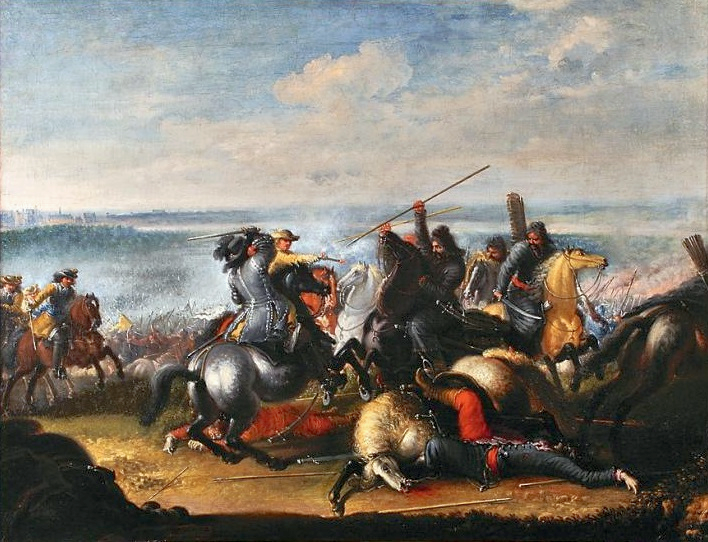
1659年在華沙的戰鬥場景。

共和聯邦的榮耀在到17世紀中葉時，深深受到第二次北方戰爭的影響，其也被稱作大洪水，是由1655年瑞典國王卡爾十世進攻聯邦所掀開的一系列衝突及入侵。這段時期聯邦也同時對戰起俄羅斯人，對方利用起哥薩克人抗爭的機會而也嘗試入侵聯邦。而瑞典國王卡爾十世·古斯塔夫 , 意圖令聯邦成為他的附庸並同時令拉齊維烏家族成為聯邦的領頭，以作為獲得的戰爭抵償。
當時的正統波蘭國王揚·卡齊米日 , 被認為是軟弱而有糟糕聲譽的人，卻是成功地帶起一場堅決抵禦，到了1657年瑞典人被逼退出領土範圍。而多虧鄂圖曼的介入，俄羅斯人也在1662年被擊敗。聯邦的其他對手，特蘭西瓦尼亞和普魯士，也很快被擊敗，但作為王國附庸的普魯士之後贏得了脫離波蘭的自由。
1658—1659年哥薩克酋長伊凡·维霍夫斯基倡議和波蘭立陶宛制訂哈迪奇條約，以換取烏克蘭可以與波蘭立陶宛同樣地擁有自己的行政機搆、軍隊和司法制度；波蘭也由此再確認了聯邦內少數族羣的權利；新政體原本會包括由之而創立的魯塞尼亞大公國 ——由此預訂建立起波蘭立陶宛魯塞尼亞聯邦。這個方案原本是謀求安撫繼大洪水來為揚·卡齊米日而戰的哥薩克們，同時也是為彌補由於衝突而在聯邦內尤其於白羅斯一帶所帶來的嚴重損害。
但這個協定從未能實施。一方面的原因是大多皈依東正教的哥薩克人要求協定排除東儀天主教會，而天主教會回應這種要求超出了世俗權威的管轄：結果维霍夫斯基被無法說服的哥薩克人驅離酋長位置，波蘭立陶宛議會本願意接受協定草案，波蘭上層貴族當發現哥薩克人並不受酋長控制、甚至哥薩克人也無法控制烏克蘭後，就失去了簽約的動力。另一方面，聯邦很快再次捲入了大北方戰爭  , 面對起俄羅斯帝國及瑞典的夾擊，再緊接著就是波蘭王位繼承戰爭，在此間是對戰起了大多的歐洲勢力。俄羅斯軍隊利用了聯邦衰弱的機會乘虛而入，加強其影響力。哈迪奇條約的失敗被認為是標誌了盧布林聯合所開創的輝煌、繁榮和包容時代徹底結束，也是聯邦黃金時代的終結 。
魯塞尼亞嚴重承受了系列戰爭所帶來的後果；例如，其所擁有的諸多手工匠人，是被驅逐到了俄羅斯——到了17世紀末的時候，這一羣體在莫斯科是佔有人口的10%。這段時期該地也經歷了數次飢荒和瘟疫，同時候波蘭方面也有對魯塞尼亞進行波蘭化的活動。

## 俄羅斯帝國時期

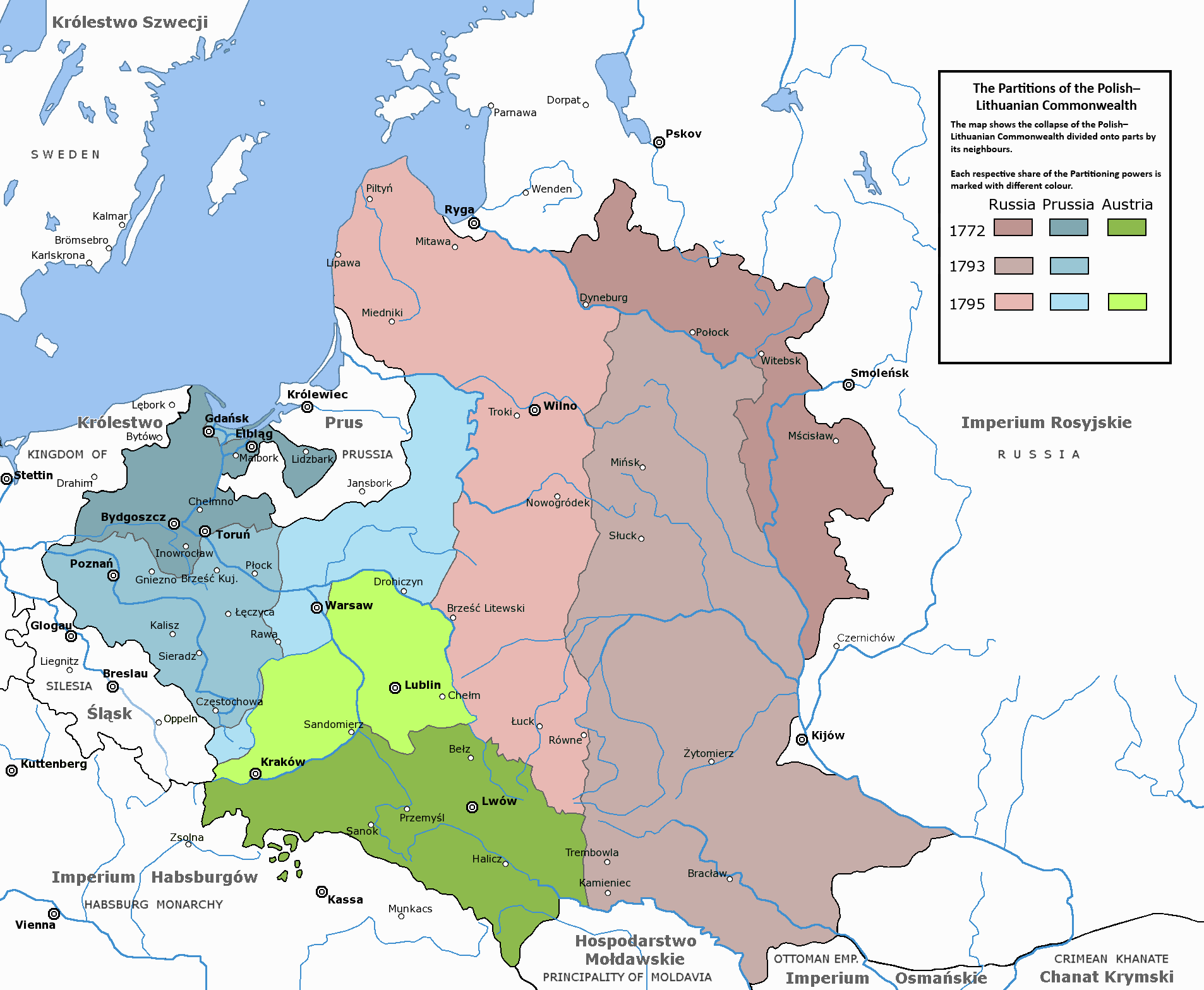
歷史上瓜分波蘭的示意圖。

到18世紀時，白羅斯邁入被俄羅斯帝國統治、淪為其殖民地的時代：這時候是伴隨著聯邦實質地衰落、損毀和失去管治力量，被瓜分之時諸大國將聯邦諸地蠶食殆盡。首先在1772年，波洛茨克、維捷布斯克和戈梅利諸城邦加上道加瓦河和第聶伯河以東的領土，都被俄羅斯帝國吞併。到稍後的1793年 , 就輪到明斯克以及陶格夫匹爾斯—羅夫諾連線以東領土被吞併，最後1795年瓜分時，俄羅斯將立陶宛和白羅斯所餘領土都納入囊中。
在佔領後白羅斯領土被俄羅斯化，而帝國當局將白羅斯劃做四塊省份建制： 明斯克省、維捷布斯克省、莫吉廖夫省和格羅德諾省。白羅斯貴族們雖然在宣示效忠莫斯科的女主宰葉卡捷琳娜二世後，地位就和帝俄貴族看齊，同時喪失掉諸多權利包括：選舉君主的權利，在省內和郡議會層面處理本地事務的權利，構築系統保障他們自由和權利的權利。葉卡捷琳娜和繼任保羅一世所處時期，將諸封地及附屬農奴轉讓予俄國地主、軍人和高級官員持有，同時將帝俄臣民所承受的稅負及效忠體系也施加到白羅斯。對於白羅斯的農民和市民而言，最艱辛的帝國義務是長達15到25年的軍役負擔。猶太人口也被系列法律限制到他們的權利：猶太定居點受到限制，人均稅負和強制服役的負擔與基督徒同樣有雙倍加碼。莫斯科俄國政府還將白羅斯基督教會置於其控制之下。
但除上述之外，帝國政策也有繼承立陶宛大公國殘存的波蘭和羅馬天主教遺產一面，使得白羅斯人在另一面也在帝俄之下時，繼續生活於舊聯邦所遺存的傳統之內：在1820年沙俄頒布禁令前耶穌會所辦學院、學校和印刷部門主要通用語是波蘭語；維爾紐斯大學和維爾紐斯學區使用語言持續到1832年，都是波蘭語。而立陶宛大公國1588年頒布的法令，保持有效直到1840年，而法令保留以和白羅斯語很相似的書面羅塞尼亞語書寫，白羅斯貴族在地參政和司法審訊都是用波蘭語交流。波蘭立陶宛所後建於宗教、教育和法律領域的波蘭文明，在沙皇亞歷山大時期獲得長時間的傳承，其也相信啟蒙運動奠定的基本原則——如他的朋友、導師兼顧問恰爾托雷斯基所教他的那樣——是吸引菁英們加入俄羅斯帝國最堅實的基礎。

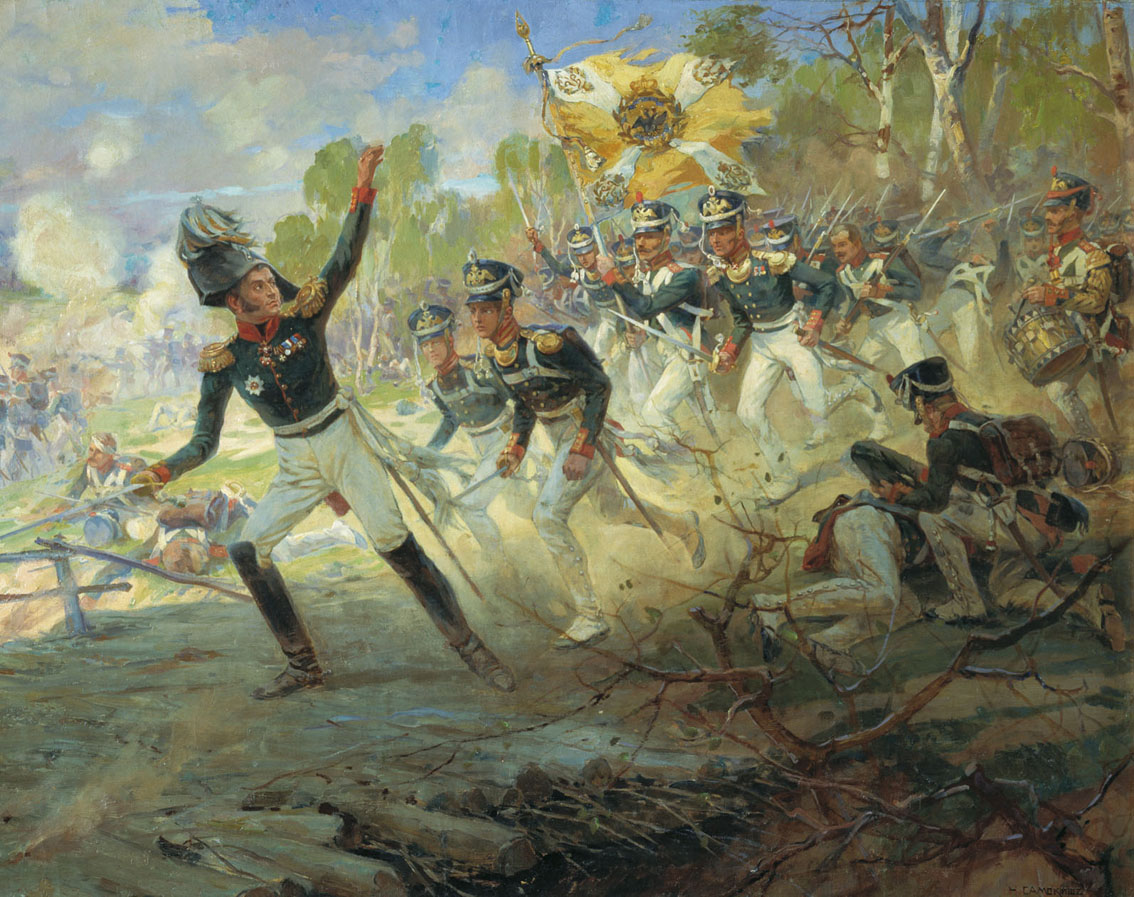
薩塔諾夫卡戰役場面。

1789-1799年的法國大革命到1812年俄法战争期間系列事件，向白羅斯傳播了民主化與民族自由的理念。在1812年的戰鬥爆發時，白羅斯人並未與俄羅斯利益一致，而對法國佔領行動表示讚許，農民們視之為對農奴制度的終結，不少人還加入到法軍之中，參與到薩塔諾夫卡戰役等戰役之中；白羅斯的開明顯貴們也對拿破崙的理念持以認可，期望在其協助下可以重建立陶宛大公國和波蘭立陶宛聯邦。雖然拿破崙有協助建立一個臨時委員會，但最後未達致重建波蘭立陶宛地位的地步，法軍在由莫斯科撤退後接連敗走，俄軍就在別列津納河戰役後重奪白羅斯等領土。遭受戰爭摧殘和人口下降的白羅斯再被併入到西北邊疆區。

拿破崙軍隊從莫斯科撤退。

處在沙皇尼古拉一世和亞歷山大三世管治之下時，在地民族文化繼續受到推行波蘭化和俄羅斯化政策的疊加影響，而後是強化了俄羅斯方面的同化政策，首先一個是於1835年正式於維捷布斯克和莫吉廖夫禁制教授波蘭語。到了1839年，將魯塞尼亞諸教區組織一統置於莫斯科及全羅斯牧首的權威之下，則是透過東正教信仰層面而確鑿創立起俄羅斯文化的根基。而如此一統化雖然是招致魯塞尼亞農民們的不滿，但由於缺乏組織力，這些異議都處於靜默之內。不忘波蘭立陶宛聯邦的紳士階級在1830年和1863年繼續發起抗爭，但都被俄國當局武力鎮壓，同時候白羅斯農民們仍未有響應起來， 奮起的貴族們很快就被俄國人取代他們的位置。
不過19世紀是現代白羅斯民族與自我認同的起步時期。在1830年代，是見證到了白羅斯人及立陶宛人的民族運動風潮。但這些理念的傳播，是需要以在維日諾和聖彼得堡印刷所出版的刊物作載體 , 而魯塞尼亞人在當時候大部分還是文盲狀態。據統計直到1897年時，僅白羅斯人就有77%未能認識文字。帝俄當局也意識到反抗活動所帶來的風險，僅於1849年時，就在聖彼得堡逮捕了203名白羅斯和立陶宛裔的學生。1859年和1863年這些時候以白羅斯文書寫的文學出版物都受到了審查，而且當局也禁制以烏克蘭文、白羅斯文和立陶宛文撰寫文章。在帝俄管治下相當時期裡，大多白羅斯人的身份狀態停留成鄉下居民，城邦的領主、中產階級和定居者多由俄羅斯人主導，在波蘭和立陶宛迎來工業化增長和關鍵人口躍升期時，白羅斯仍然處在人居零散狀態且擁有很少的工業機構。

1861年起義時推崇的紋章包含著三方人民各自的特色標誌：代表波蘭人的白鷹，代表立陶宛人的柏康理亞和代表魯塞尼亞的米迦勒。

1861年新一波抵抗運動再次在白羅斯、立陶宛和波蘭激起活躍。由秉持分離主義的菁英和地下運動所牽頭，宣揚起的獨立建政理念，是意圖重新將舊日1772年波蘭被瓜分前邊界內的三方人民聯結在一齊。俄羅斯人將這些抵抗壓制下來，而沙皇亞歷山大二世就啟用社會改革以安撫帝國反叛的臣民們：農奴制的廢止起初獲得了白羅斯農民們的讚譽，但很快發現這些根本無關疼癢，皆因農民們是無法買取仍由大地主所持有的土地，這些通常都是財富的來源。 對於民族覺醒極為關切的波蘭領主們反而是受到這次改革的傷害，而由大量俄羅斯人所聚居的明斯克逐步崛起，標誌了區域內民族主義的搖籃維爾紐斯喪失其先導地位。
白羅斯人民族主義者的潮流還有持續加強著，而包括康斯坦蒂·卡利諾夫斯基、揚·切佐特（Jan Czeczot）和瓦迪斯瓦夫·西羅科姆拉（Władysław Syrokomla） 在內的民族主義作家們，是在繞過審查制度進行活動。1862到1863年間卡利諾夫斯基還出版了首份的現代白羅斯語報章Mużyckaja prauda (農民們的真實)，它是用拉丁字母印刷的。白羅斯知識分子們也曾於1863到1864年間發起新一波起義，但歸於失敗。
1863年也為舊立陶宛（聯邦政體）「民族性」理念畫下分界點，波蘭人和白羅斯人對於現代民族主義和重建大公國榮譽的不同理念分異，顯現於後，到1880～1890年代的後生立陶宛現代活動家再定義立陶宛獨立的歷史和民族界線後，可以使用立陶宛語的波蘭人和白羅斯人，都將「立陶宛」視作地理和政治概念，以他們理解當時重新成為「立陶宛人」、理應繼承回立陶宛大公國（聯邦政體）的傳統。興起的白羅斯民族活動家們和廣泛處於鄉村的白羅斯人，在這段時期裡依舊保持著一種對立陶宛大公國傳統的忠誠、其中一項即以波蘭語為優先使用的高級交際語，如此可以代表階層身份的改善，也因此有所排斥其本身相對不同於波蘭化的「地方性」tutejszość。這個廣泛使用白羅斯語的社羣，結果未如立陶宛人和波蘭人那般形成自我「種族群體」的認知，史學家相較觀點認為由這方面說白羅斯人是失敗於建立自己的現代民族。

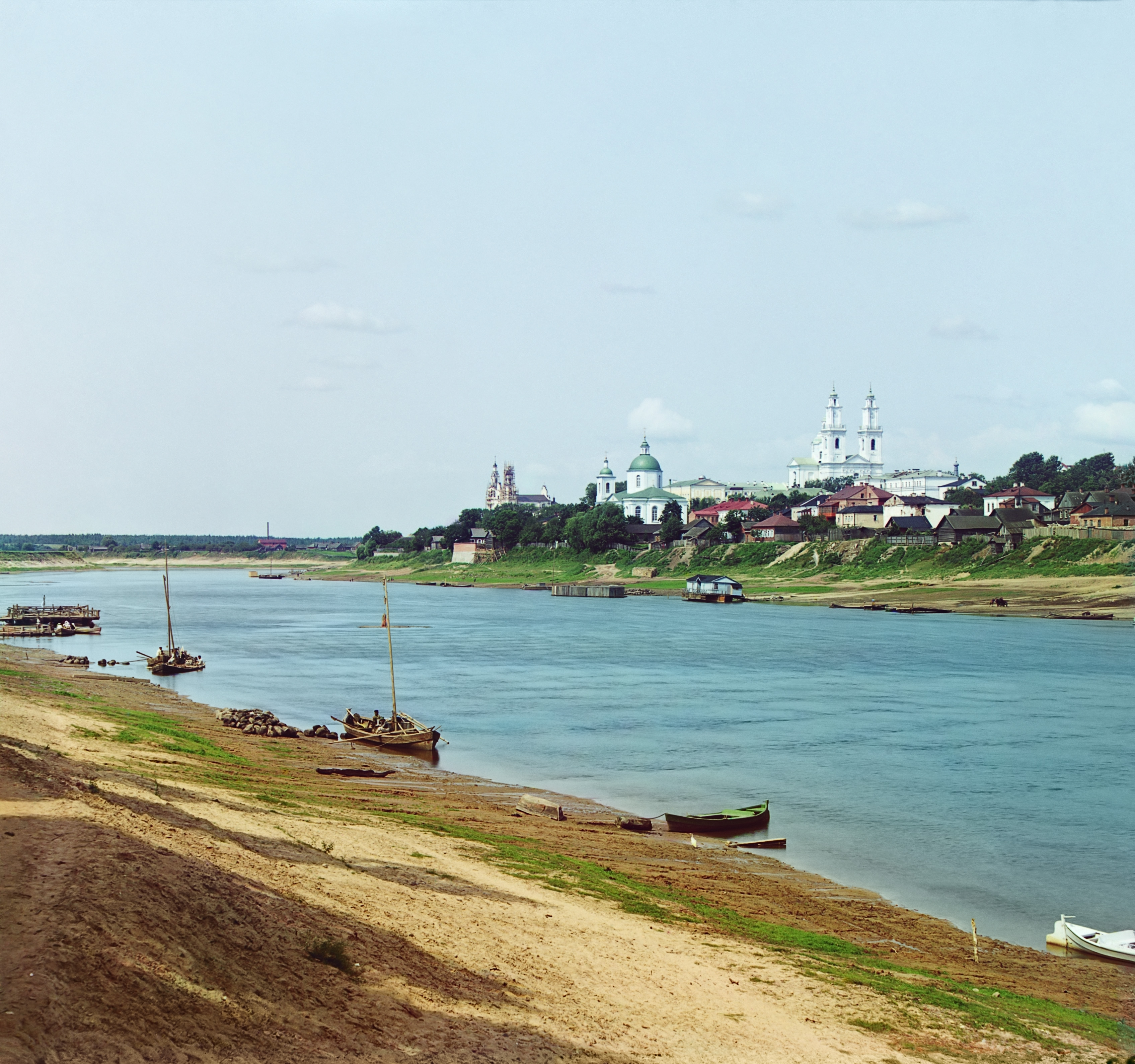
1912年謝爾蓋·戈斯基第一批彩照之一所記錄的波洛茨克。

19世紀末之後，工業化發展令到民族主義潮動重新感知並重塑起自身形態。鄉村人口大遷移是實在意味著，諸城市迎來了白羅斯人湧入，他們現在終於會接觸到民族主義的政治宣傳。這個轉變另一面是很快地轉變為社會主義潮動，其預示著帝俄貴族及中層專政的告終，就此即終結了白羅斯內俄羅斯人的主導狀態。俄國社會民主工黨是於1898年在明斯克創立，它是第一個俄羅斯社會主義者黨團，然後第一個白羅斯人黨團Gronada就在1902年建立起來。然而在白羅斯總人口之中的工人佔比仍然很低；1900年統計，在近七百萬白羅斯人之中是有24,000人屬於工人身份。

## 二十世紀後

### 第一次獨立建政到1939年
不同於白羅斯在混沌時期所知的其他戰事，一戰是為該地帶來了自治建政的機遇。俄羅斯帝國在未預料到德意志進攻的情況下，很快喪失了相當部分的白羅斯領土。德意志人在兼併當地之時，促生了反俄羅斯和反波蘭情緒以換取在地人民的支持，也帶起了白羅斯民族主義，給予白羅斯人創建自己的學校教授自己母語的自由。在隨後取得俄羅斯政權的布爾什維克要求下簽訂的布列斯特-立陶夫斯克條約，允許了德意志人兼併包括白羅斯在內、曾屬於俄羅斯帝國的廣袤領土。白羅斯在條約裡被認定為一個自治政體，也令白羅斯民族主義者相信他們獲得了自由；現實裡，在這個受過戰火洗禮的國度，是遭到德意志帝國的強劫蹂躪。
政治黨團和獨立組織的代表們，在一戰步入尾聲前，於1918年3月25日在明斯克進行會晤，利用起在佔領者底下所獲取的自由機會，率先宣告成立白俄羅斯人民共和國，這個政體是受到社會主義者和民族主義者諸思想理念啟發而建。然而，共和國從未能掌控到整個領土，在1919年駐守的德意志軍隊離開屬土時，就被布爾什維克所推翻。在1919年1月2日取而代之成立了白俄羅斯社會主義蘇維埃共和國（舊）。

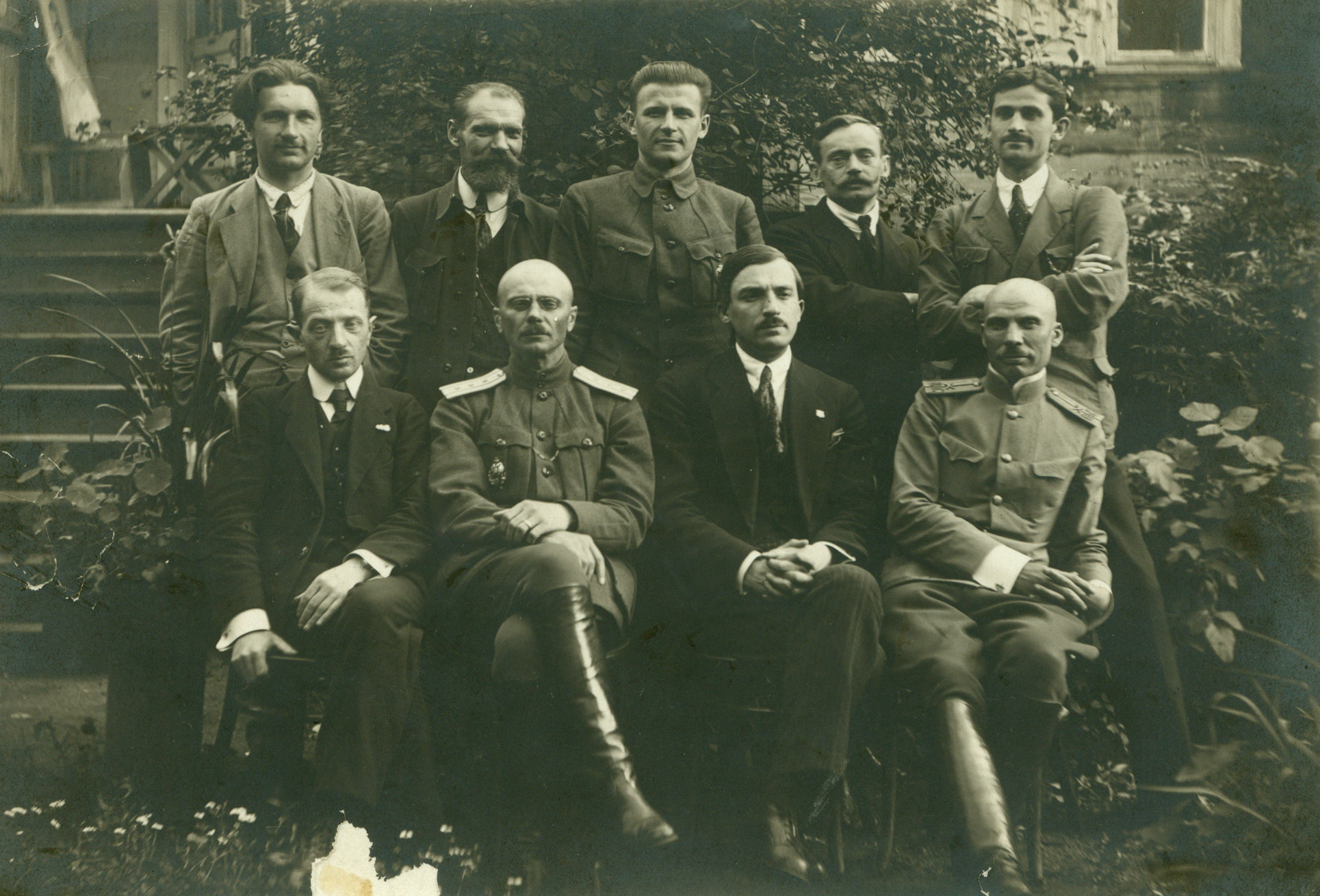
白羅斯人民共和國政府成員合影。

一個月之後此政體就解體，而其東部部分被併入了俄羅斯蘇維埃 , 西部就併入了立陶宛蘇維埃社會主義共和國、晚後就組成立陶宛-白俄羅斯蘇維埃社會主義共和國 , 小名立陶白Litbel 。繼承了內外爭亂而滿目瘡痍的共和國顯得虛弱，而臨近的波蘭和俄羅斯雙方也對該地強烈抱有各自的意圖，之間後爆發波蘇戰爭，立陶宛-白俄羅斯被雙方解體；1920年7月俄方重新佔領明斯克之後，重建白俄羅斯蘇维埃社會主義共和國 （新）。直到1921年簽訂里加條約結束對戰，雙方對白羅斯的佔領狀態被保持下來，白羅斯西部領土歸波蘭管轄。
俄羅斯、外高加索、烏克蘭和剩餘的白羅斯領土，於1922年12月簽署條約後被合併成蘇聯一部分。
蘇聯在初期是鼓勵白羅斯語言與文化的推廣，對文化的保護也曾是列寧其一項目標。但是隨著斯大林上台急速轉變的行政當局，很快就強迫起白羅斯人們只能說俄語並要他們放棄自己的文化；波蘭政府出於防範任何叛亂或獨立活動的出現，對在波蘭的白羅斯人也施加類似的舉措。
當局所施行大規模的孩童教育是強烈助推了白羅斯語言的消失，同時也強烈改造著人口生活的標準化模式。在1926年時白羅斯孩童有七成是在接受學校教育。到1930年代中期迎來的大清洗，是宣告了對白羅斯民族主義思想的禁絕。1937～1939年間 , 據計有超過370名白羅斯知識分子被失踪；白羅斯進而是失去了幾乎所有的菁英，這些人都曾有參與過社會主義運動和蘇維埃共和國的創立。斯大林是將白羅斯語保育活動視作「資產階級民族主義」。同一時期裡白羅斯也逐步確定起自身邊界範圍，如1924年時它是擴展境域到維捷布斯克和莫吉廖夫地區 , 這些地方曾是俄羅斯管治之一部分，然後1926年再擴界到戈梅利地區。

### 二戰

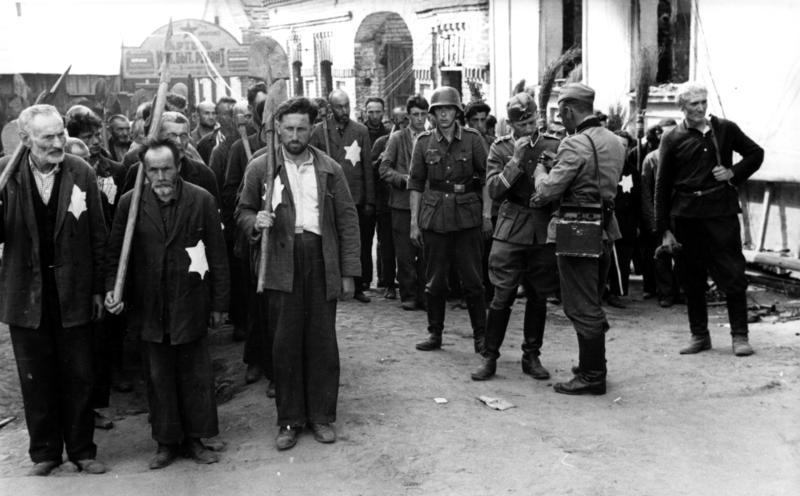
1941年7月莫吉廖夫，被召集為強制勞動的猶太人們。

蘇聯與納粹德國於1939年8月23日簽訂了互不侵犯條約，令兩大政權關係變得緊密，雙方也根據條約細定條款而入侵波蘭，其中波蘭東部之後就被白羅斯蘇維埃所吞併。

#### 1941年巴巴羅薩行動
而雙方間維持和平僅兩年後，德國就於1941年6月22日對蘇聯發起了進攻， 白羅斯也很快被對方奪去部分領土，到1941年8月整個地方都落入納粹方掌控之中，而行政建制是併入到了東方專員轄區  ; 德國預訂的東方總計畫也覆蓋至該地。納粹進駐明斯克後，很快就掀起了大規模針對抵抗者的絞刑處決。被德方佔據其間，白羅斯也是所有蘇联加盟共和國中國民經濟遭遇打擊最沉重的一個，在那段時間裡，白羅斯290座城市中的209座及超過100萬幢的建築物遭摧毀，工業的85%陷入停滯。
納粹方面也很快扶植起一個傀儡政權名為白羅斯中央拉達，該機構有拾起舊共和國的原則而秉持著更惡劣的民族主義，同時也相當軟弱是完全臣服於柏林當局；其是效命散佈恐怖與鎮壓的統治體系而高於其他一切。在未有獲取過在地人支持的傀儡政權治下，有將近七百個村落被燒毀，一些時候還有村民被一同燒死，成千上萬的人也被殺或被放逐。戰前的白羅斯曾是其中一個擁有最多流散猶太人的國度，然而猶太裔白羅斯人在1942年之後幾乎是被趕盡殺絕。1942年時白羅斯內也有幾個聚集區如拉赫瓦那裡一樣 , 因奮起抵抗納粹而名聲大噪。
面對起這些專制統治，抵抗運動接連冒起。抵抗戰士們利用白羅斯森林和沼澤的優勢而隱秘起來，並發起過一些具影響及有成果的行動，諸如破壞鐵路線、橋樑、電訊線路、燃油運輸......共產主義組織的約50,000名抵抗成員，是獲得過其他方面30,000名抵抗者的協助。
納粹要對付游擊隊，為此調動起各類可動用的資源，同時期也在東部前線要與蘇維埃軍隊交戰。

### 戰後
二戰之後，其他戰勝國向斯大林許諾會有所行動以補償其在衝突中蒙受的損失。因此，當聯合國於1945年6月26日建立時，烏克蘭蘇維埃和白羅斯蘇維埃均被視為創始成員並各自擁有聯合國大會投票權（参见一国三票）。美利堅合眾國視之為一個讓蘇維埃人在國際舞台上擁有較美國更多影響力的方式，授予這最後一個加盟政體多兩個投票權是作為所允諾的抵償。
1945年時白羅斯被給予了新的邊界線範圍——這些境域是維持到21世紀初期，而未有包括到1939-41年所喪失的比亞維斯托克地區，那裡主要由波蘭人定居。
經歷過戰火煎熬及奮起抵禦的白羅斯人，在戰後的白羅斯文化記憶裡留下烙印, 尤其是在儀式方面：新婚伴侶會為戰爭紀念碑獻上花圈作為一項傳統。

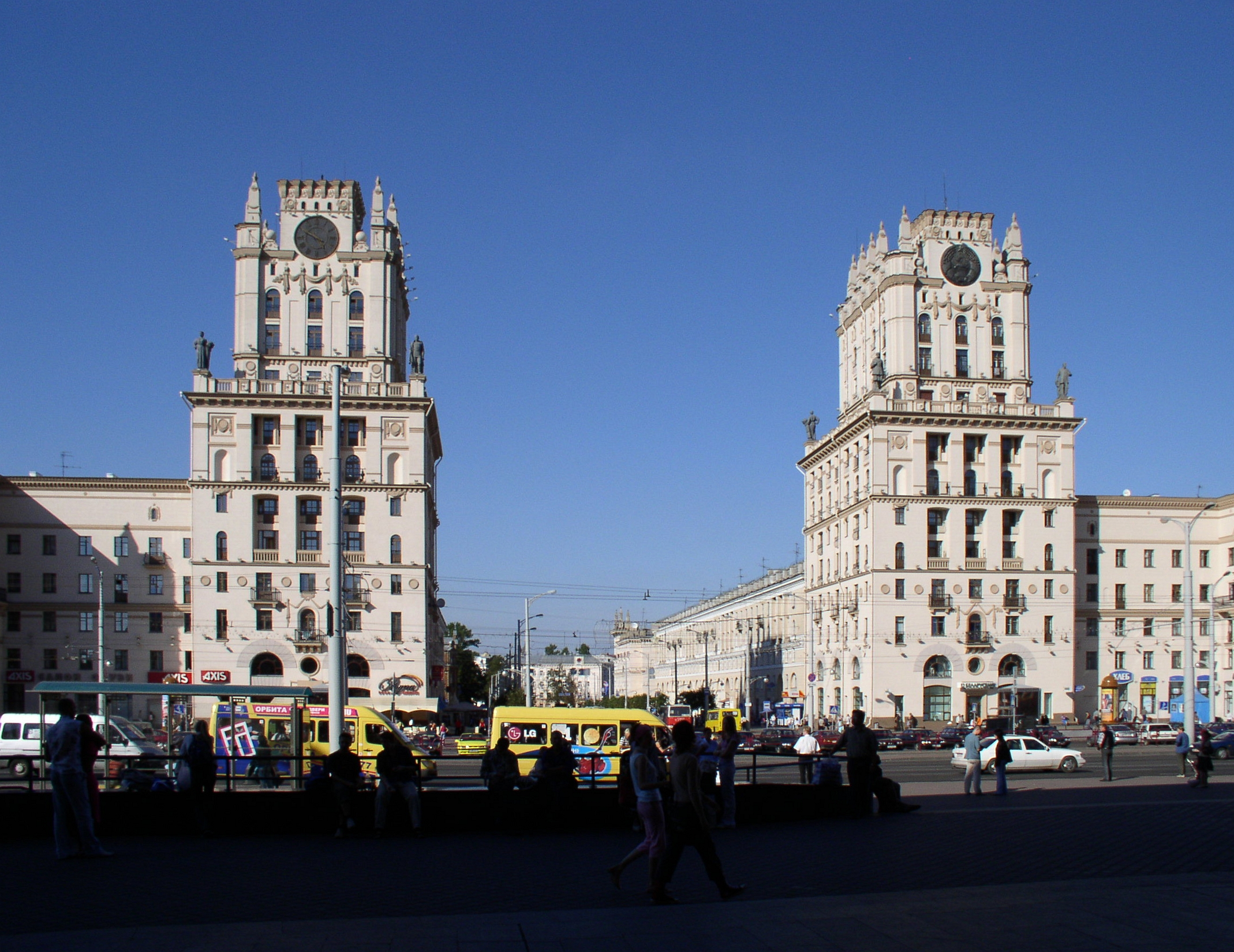
明斯克的車站廣場, 是重建時代的象徵之一。

白羅斯經濟也飽受戰火摧殘，相當多遷移到俄羅斯的工廠未有再歸來，進而被許諾對國家的重建也是非常困難。
莫斯科因此建立起諸多超大型企業，以求將白羅斯轉化成一個超級工業中心。這些留存至今的企業，主要是為了打造汽車產業; 因而在明斯克就建立起蘇維埃之內最大的拖拉機工廠之一，而在若季諾則建立起最大的卡車工廠之一。此政策的效果很快顯現出來，白羅斯是迅速被俄羅斯人移民所湧入，同時期文盲狀況也有所消減。
共產國度為該國所帶來的社會進步，無疑是往後白羅斯人對其有強烈情結的來源。在经济改革和1980年代以來，白羅斯人整體上對於自由化改革有所敵意，而常被蘇聯的其他社羣視之為境域內最蘇維埃的一群人。

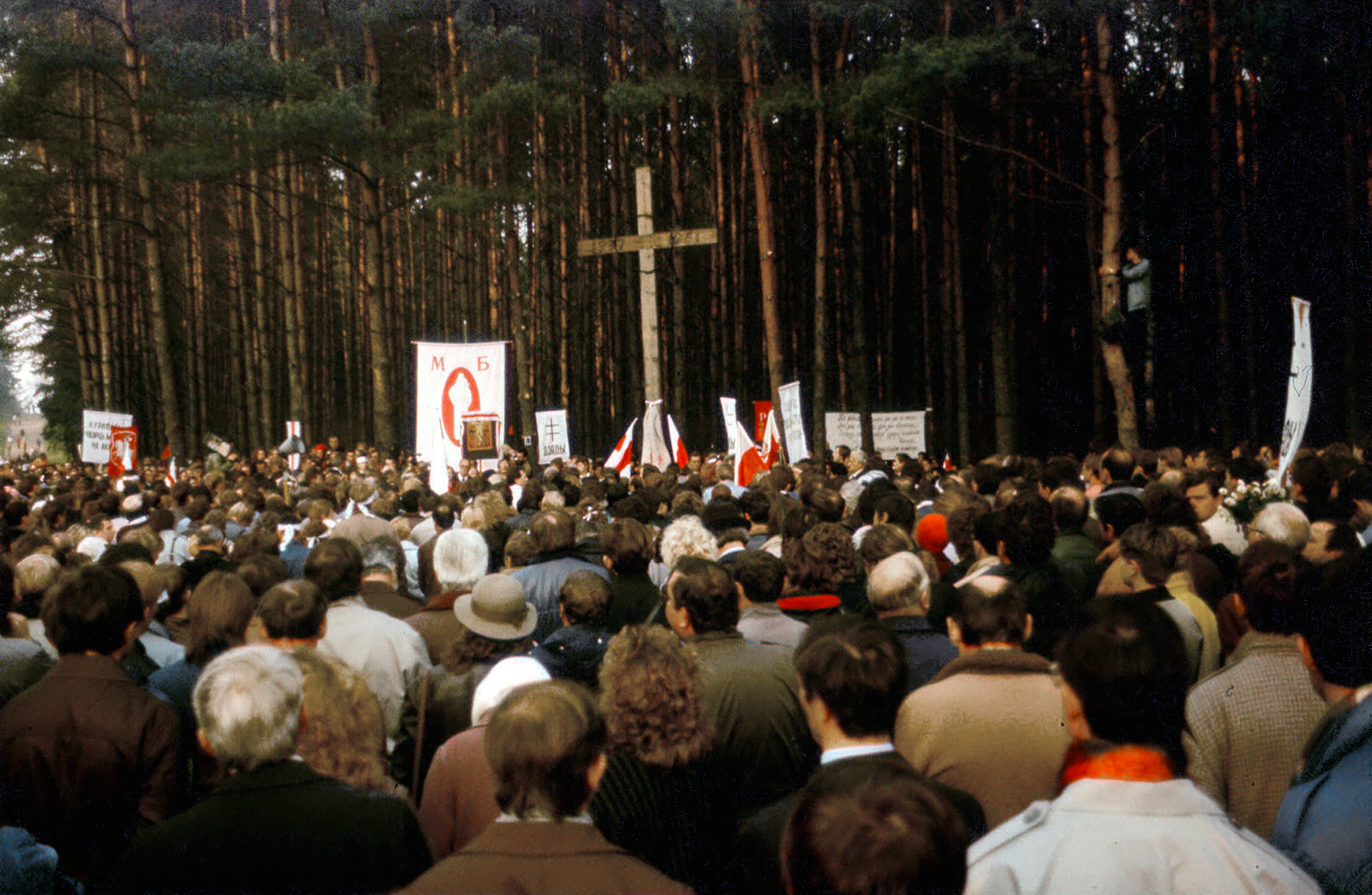
1989年在庫拉帕蒂的政治集會。

1987年時在明斯克附近的庫拉帕蒂 , 發現了一個大型墳場包含至少30,000名大清洗受難者的遺體，儘管這件事震驚了許多人，但並無損白羅斯對共產主義的情結。在此次發現源的齊亞農·帕茲尼亞克 , 也在1989年建立起白羅斯人民陣線，該政黨是為一個捍衛白羅斯文化和語言的主要締造者，之後也是國家獨立的主要締造者。
1986年4月26日烏克蘭切爾諾貝爾核電站爆炸，事發地接壤白羅斯邊境，而當時的南風很快將放射性塵埃擴散到俄羅斯西部 , 斯堪的納維亞和白羅斯。該國受此災所害最深，造成東南部的戈梅利州與莫吉廖夫州受嚴重污染，被認為是歷史上最嚴重的核事故。事實而言白羅斯是承受當時近70%的放射落灰 , 這些塵埃是污染了四分之一國土 (50,000  km 2 ) 即有220萬人定居的地方; 24,700名白羅斯人受此影響而被迫離開，而直到21世紀初該國的甲狀腺癌發病率維持高位，尤其於幼童之中。

### 1990年代以來
緊跟烏克蘭、立陶宛和俄羅斯國家的獨立建政 , 白羅斯於1990年7月27日也宣告建立自己的民族性主權體制，作為重新邁向獨立的第一步。1991年8月25日這個蘇維埃國家更名為共和國，同時斯坦尼斯拉夫·舒什克維奇出任白羅斯最高蘇維埃主席，執掌國家大權。 12月8日， 其與俄羅斯領導人鮑利斯·葉利欽、烏克蘭領導人列昂尼德·克拉夫丘克在別洛韋日森林中會晤並作出共識，正式解散蘇聯，以鬆散形式的獨立國家聯合體（總部設於明斯克）取而代之。見證這段歷史的條約稱之為別洛韋日協議或明斯克協議。
1991年8月25日，正式改名为白俄罗斯共和国。1991年12月8日，叶利钦宣布苏联解体。
1994年，第一次总统选举举行，亚历山大·卢卡申科当选白俄罗斯总统。在卢卡申科统治下，白俄罗斯经济改革放缓。
2006年3月20日，白俄罗斯中央选举委员会宣布，卢卡申科在19日举行的总统选举中以绝对优势获胜，第三次当选该职位。

## 備註
1. ↑  清前華文文獻用此指稱。